# Die Trauzeugen
Die Trauzeugen ist eine australisch-britische Filmkomödie aus dem Jahr 2011 von Regisseur Stephan Elliott.

## Handlung
Als der Engländer David auf einer Reise die Australierin Mia kennenlernt, verlieben sie sich ineinander. Die bald darauf folgende Trauung soll in Australien auf dem Anwesen ihrer Eltern Barbara Ramme und Jim Ramme stattfinden. Kurzerhand packt Waise David seine drei besten Freunde Tom, Graham und Luke mit in den Flieger. Nach und nach entwickelt sich der große Tag zu einem kleinen Desaster, da die drei Freunde ganz andere Dinge im Kopf haben: Tom sträubt sich gegen die Heirat seines besten Freundes, da er Angst hat, ihn zu verlieren. Graham gerät in den Fokus des psychotischen Drogendealers Ray und Luke denkt nur an seine verflossene Ex, die ihn wegen eines Anderen verlassen hat.
Mit aller Kraft versucht David der bevorstehenden Eskalation Einhalt zu gebieten, was ihm nicht ganz gelingt. So wird Jims heiß geliebter Schafbock Ramsay von den Jungs über Nacht verschleppt und missbraucht, Graham und Tom klauen aus Versehen Rays Tasche voll mit Koks und konsumieren dieses anschließend mit Barbara, die ihren Mann Jim ordentlich satt hat. Hinzu kommt, dass der labile Luke seinen Liebeskummer in Alkohol ertränkt und während der Feier Suizidgedanken hegt.

## Kritik
Die Filmzeitschrift Cinema urteilte: „Die Gags des Films sind hemmungslos überzogen und nicht für Humorpuristen geeignet. Wer allerdings ein Faible für gehobenen Anarchoquatsch hat, wird von dieser Hochzeit aus der Hölle begeistert sein. Eine Familienkomödie der anderen Art, in der Drogen, Alkohol und sozial abweichendes Verhalten glorifiziert werden.“ Die Zitty aus Berlin schrieb, das „dümmliche Treiben auf der Leinwand“ entwickele sich „zum ausgemachten Humor-Desaster“ und bewertete die „Klamotte“ mit einer Bombe (schlechtestmögliche Wertung).

## Fortsetzung
2017 erschien mit Trauzeugen – Australien sehen und sterben eine Fortsetzung.